# Église Saint-Vivien de Geay
L'église Notre-Dame de l'Assomption de Geay (parfois nommée par erreur église Saint-Vivien) est une église de style roman saintongeais située à Geay en Saintonge, dans le département français de la Charente-Maritime en région Nouvelle-Aquitaine.

## Historique
L'église fut construite en style roman au XIIe siècle.

## Description
L'église possède une nef unique à quatre travées ; l'entrée se fait par un palier et plusieurs marches à descendre. L'abside à pans coupés est la partie la plus remarquable et la plus ornée de l'édifice ; elle est décorée de trois étages d'arcatures en plein cintre, séparées par des contreforts colonnes. 
Le clocher est une courte tour octogonale assise sur une base carrée massive; chaque angle est renforcé par une courte colonne à chapiteau nu, et les ouvertures sont en arc brisé.

## Protection
L'église Saint-Vivien fait l'objet d'un classement au titre des monuments historiques depuis le 29 janvier 1907.

## Galerie de photos

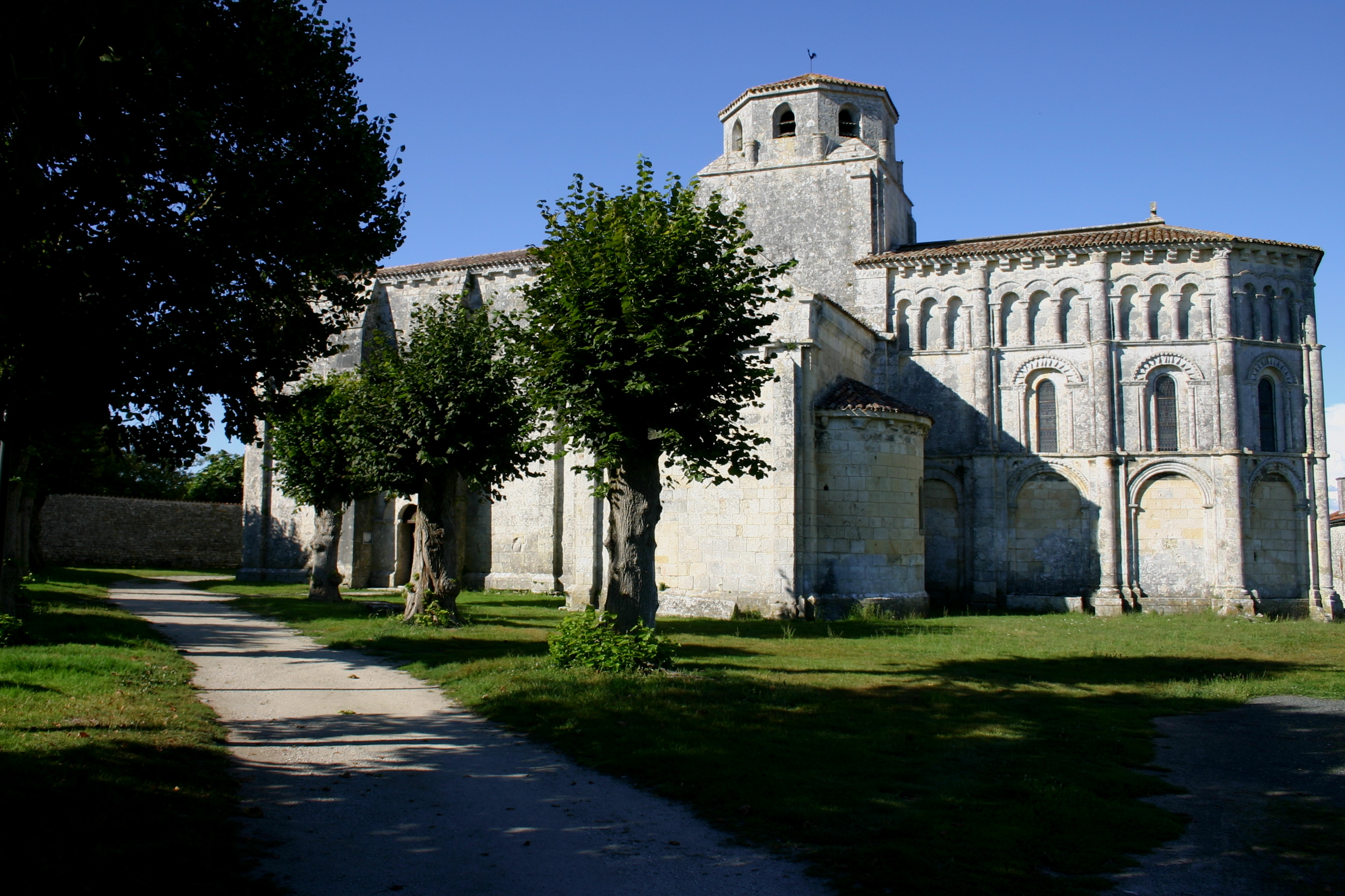
Église Saint-Vivien.
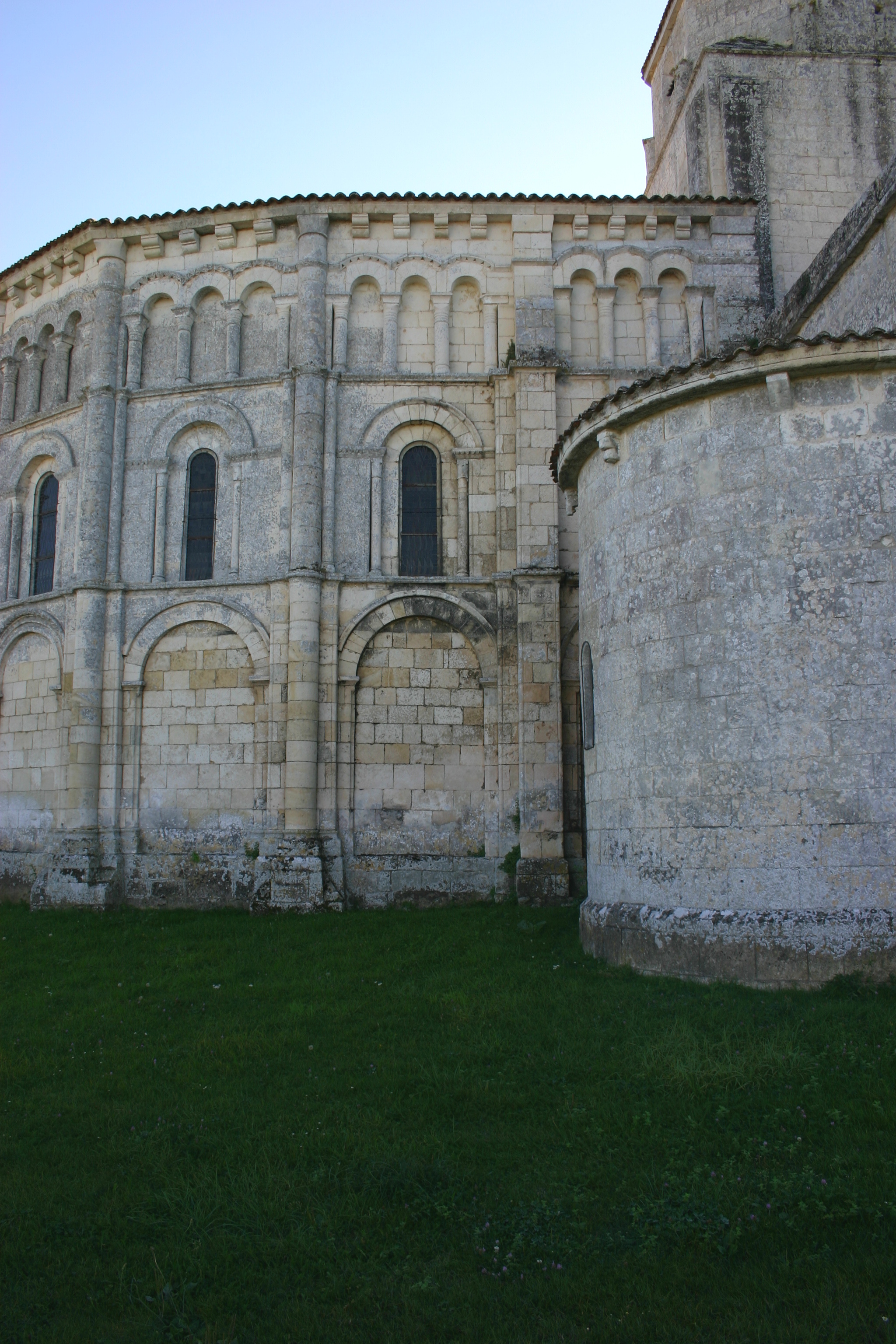
Détail de l'église.
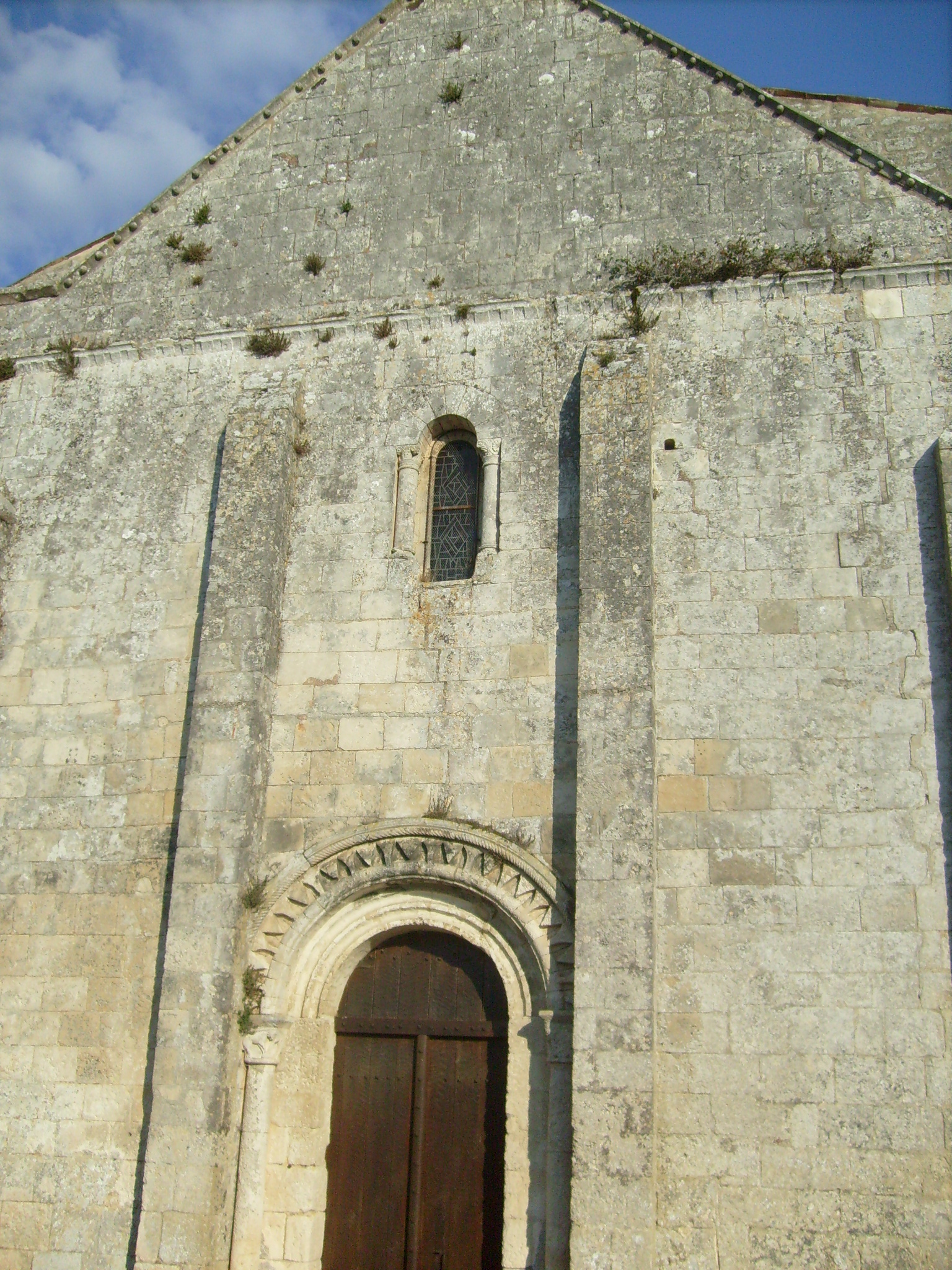
Entrée de l'église.
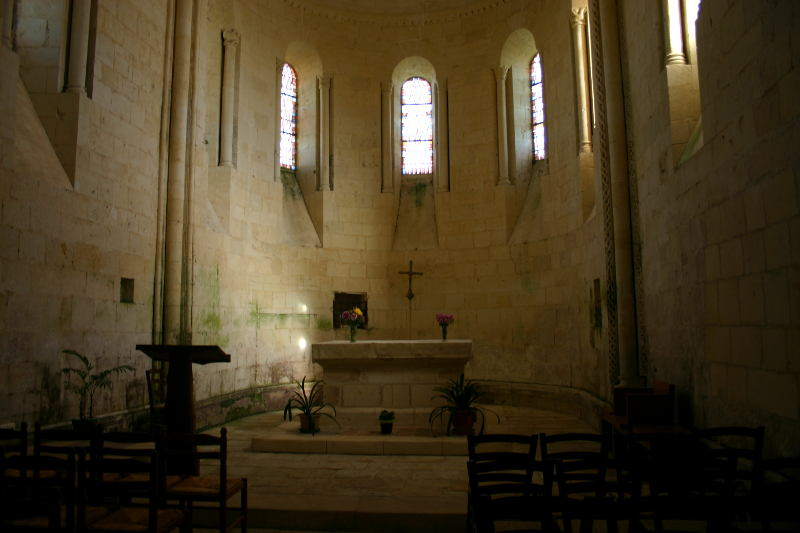
Intérieur de l'église.
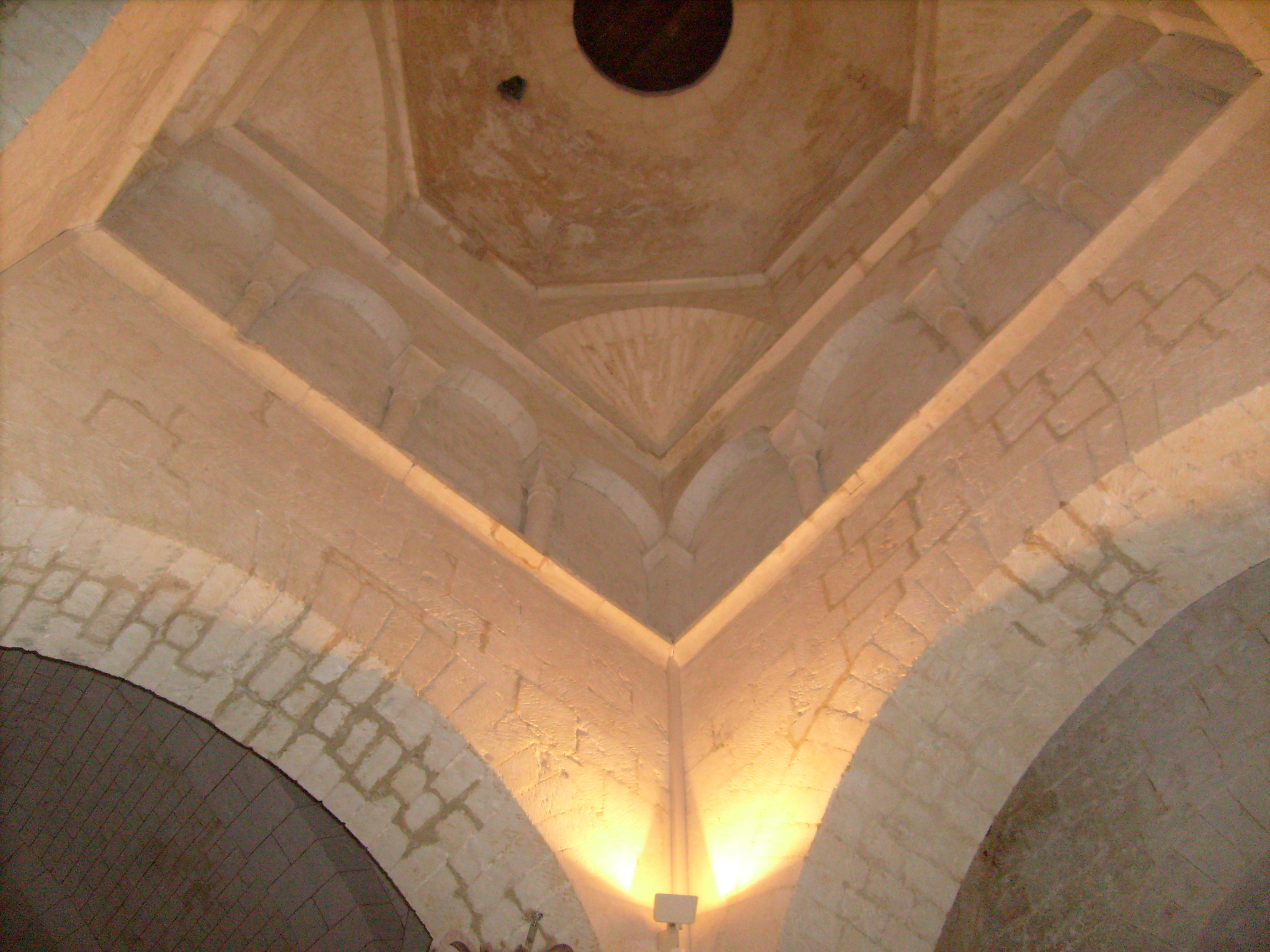
Intérieur (plafond).